# Roques (Gers)
Roques település Franciaországban, Gers megyében. Lakosainak száma 105 fő (2022. január 1.). Roques Bezolles, Courrensan, Gondrin, Justian és Lagardère községekkel határos.

## Népesség
A település népessége az elmúlt években az alábbi módon változott:
| Lakosok száma | 143  | 135  | 130  | 120  | 98   | 99   | 104  | 108  | 110  | 105  |
|               | 1968 | 1982 | 1990 | 2006 | 2013 | 2015 | 2017 | 2019 | 2020 | 2022 |